# Josef Barvič

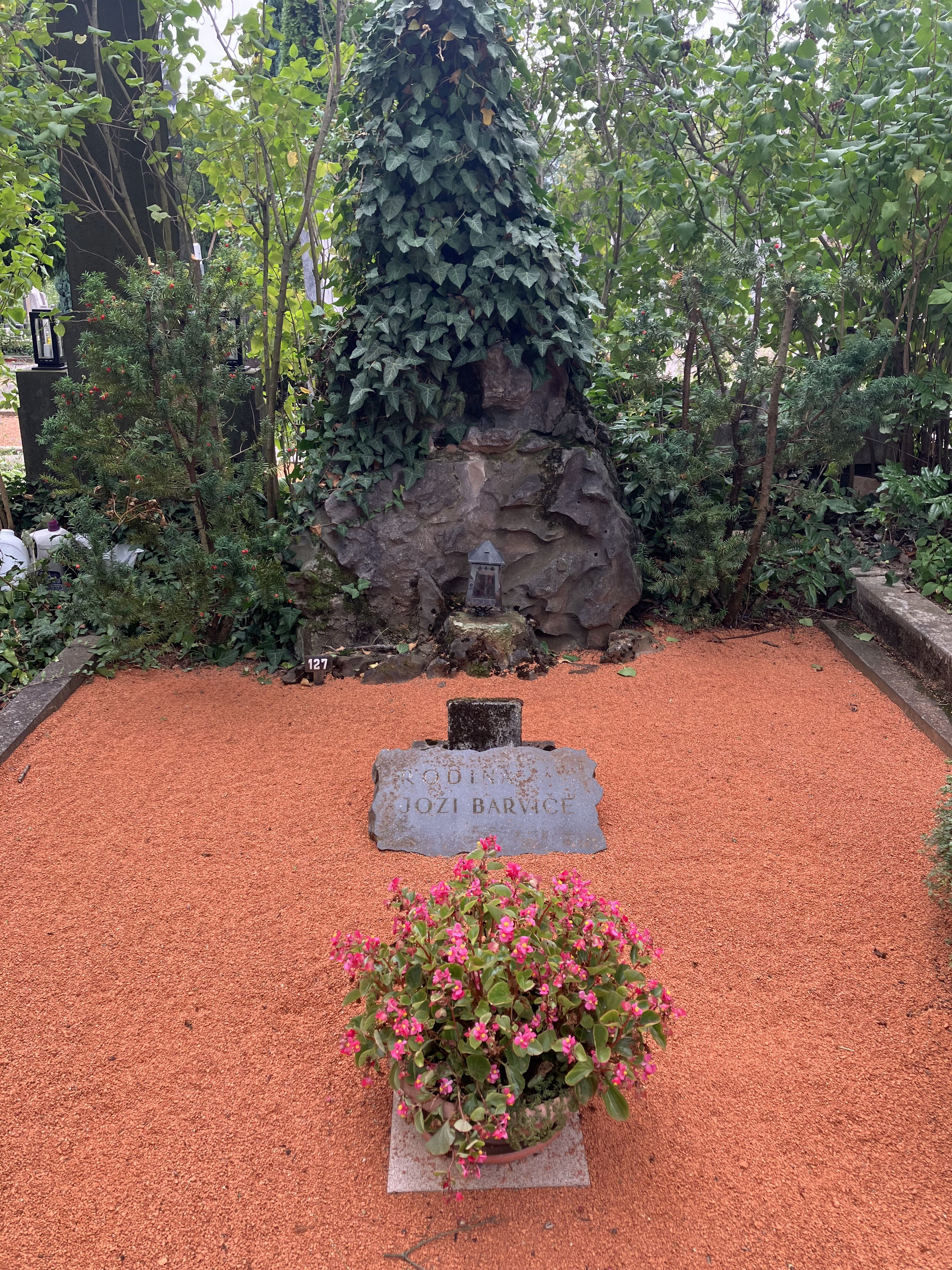
Hrob Josefa Barviče

Josef „Joža“ Barvič, křtěný Josef Štěpán (14. srpna 1853 Velké Karlovice – 3. ledna 1924 Brno) byl moravský knihkupec, jedna z osobností českojazyčné kultury v převážně německy mluvícím Brně přelomu 19. a 20. století.

## Vzdělání a praxe
Studoval na reálce v Novém Jičíně, studium však nedokončil a vyučil se knihkupcem u firmy Žákovský v Olomouci (1877–1879), poté pracoval do roku 1883 jako knihkupec v olomouckém knihkupectví Franz Karafiat.

## Knihkupectví v Brně
V roce 1883 odešel do Brna, tehdy převážně německojazyčného města, kde si v Rudolfské ulici (dnes České) založil knihkupectví. Obchod byl později rozšířen o nakladatelství a galerii. V závěru 19. století přibral do učení Josefa Novotného, který se vypracoval na vedoucího obchodu a od roku 1909 se stal jeho společníkem. Od této doby se obchod nazýval Barvič a Novotný. Knihkupectví Barvič a Novotný se stalo významným místem setkávání a kulturního života českojazyčného Brna, je označováno za nejstarší české knihkupectví ve městě, patrně bylo po více než století i knihkupectvím největším. V roce 1948 bylo znárodněno a začleněno do Národního podniku Kniha. Rodina Novotných knihkupectví zrestituovala v roce 1991, postupně zrekonstruovala staré knihkupectví a rozšířila jeho prodejní plochu. Na počátku 21. století zřídila v Brně další dvě pobočky. V roce 2013 bylo rodinné knihkupectví prodáno řetězci Kanzelsberger.

## Veřejný život
Barvič byl představitelem veřejného, českého života v Brně, a zároveň členem a podporovatelem řady spolků, například Besedy brněnské, Sokola, Českého veslařského klubu a dalších. Byl rovněž řečníkem. Jeho jméno nese jedna z brněnských ulic (Barvičova), jeho hrob na Ústředním hřbitově (sk. 70/hr. 126-7) byl městem Brnem prohlášen za čestný.